# Salat
A Salat folyó Franciaország területén, a Garonne jobb oldali mellékfolyója.

## Földrajzi adatok
A Pireneusokban ered 1016 méterrel a tengerszint felett, és Langonnál, Bordeauxtól 40 km-re délkeletre torkollik a Garonne-ba. Hossza 84,5 km, az átlagos vízhozama 42,6 m³ másodpercenként. Vízgyűjtő területe 1576 km².

## Mellékfolyói
- Alet
- Garbet
- Arac
- Lez
- Baup
- Arbas

## Megyék és városok a folyó mentén
- Ariège: Saint-Girons
- Haute-Garonne:  Salies-du-Salat , Boussens.